# Southwest Ranches
Southwest Ranches ist eine Stadt im Broward County im US-Bundesstaat Florida. Das U.S. Census Bureau hat bei der Volkszählung 2020 eine Einwohnerzahl von 7.607 ermittelt.  Das Stadtgebiet hat eine Größe von 88,5 km².

## Geographie
Southwest Ranches befindet sich etwa 25 km nördlich von Miami. Angrenzende Kommunen sind Weston, Davie, Cooper City und Pembroke Pines. Im Westen grenzt die Stadt an die Everglades.

## Demographische Daten
Laut der Volkszählung 2010 verteilten sich die damaligen 7345 Einwohner auf 2389 Haushalte. Die Bevölkerungsdichte lag bei 218,0 Einw./km². 85,9 % der Bevölkerung bezeichneten sich als Weiße, 5,4 % als Afroamerikaner, 0,6 % als Indianer und 2,8 % als Asian Americans. 2,3 % gaben die Angehörigkeit zu einer anderen Ethnie und 2,9 % zu mehreren Ethnien an. 33,3 % der Bevölkerung bestand aus Hispanics oder Latinos.
Im Jahr 2010 lebten in 41,2 % aller Haushalte Kinder unter 18 Jahren sowie 26,3 % aller Haushalte Personen mit mindestens 65 Jahren. 85,9 % der Haushalte waren Familienhaushalte (bestehend aus verheirateten Paaren mit oder ohne Nachkommen bzw. einem Elternteil mit Nachkomme). Die durchschnittliche Größe eines Haushalts lag bei 3,27 Personen und die durchschnittliche Familiengröße bei 3,45 Personen.
27,2 % der Bevölkerung waren jünger als 20 Jahre, 17,8 % waren 20 bis 39 Jahre alt, 36,9 % waren 40 bis 59 Jahre alt und 18,2 % waren mindestens 60 Jahre alt. Das mittlere Alter betrug 44 Jahre. 50,6 % der Bevölkerung waren männlich und 49,4 % weiblich.
Das durchschnittliche Jahreseinkommen lag bei 104.500 $, dabei lebten 3,7 % der Bevölkerung unter der Armutsgrenze.

## Verkehr
Durch das Stadtgebiet verlaufen die Interstate 75, der U.S. Highway 27 sowie die Florida State Roads 25, 818 und 823.